# Дома 1121 км
Дома 1121 км — Населённый пункт в Сарапульском районе Удмуртской Республики России.

## География
Населённый пункт находится в юго-восточной части республики, в зоне хвойно-широколиственных лесов, в пределах Сарапульской возвышенности, на правом берегу реки Большая Сарапулка, на расстоянии примерно 25 километров (по прямой) к западу от села Сигаева, административного центра района. 

### Климат
Климат характеризуется как умеренно континентальный, с продолжительной холодной многоснежной зимой и тёплым летом. Среднегодовая температура воздуха — 2,3 °С. Средняя температура воздуха самого тёплого месяца (июля) — 18,3 °C; самого холодного (января) — −13,8 °C. Вегетационный период длится 160—170 дней. Среднегодовое количество атмосферных осадков составляет 548 мм.

### Часовой пояс
Населённый пункт Дома 1121 км, как и вся Удмуртская Республика, находится в часовой зоне МСК+1. Смещение применяемого времени относительно UTC составляет +4:00.

## Население
| 2010 | 2012 |
| ---- | ---- |
| 38   | ↘33  |

### Национальный состав
Согласно результатам переписи 2002 года, в национальной структуре населения русские составляли 82 % из 34 чел.

## Инфраструктура
В населенном пункте находятся железнодорожная станция Бугрыш и сельхозпредприятие.